# North Lincolnshire
North Lincolnshire is een unitary authority en een district in de Engelse regio Yorkshire and the Humber, in het ceremoniële graafschap Lincolnshire, en telt 172.000 inwoners. De oppervlakte bedraagt 846 km².

## Demografie
Van de bevolking is 16,8 % ouder dan 65 jaar. De werkloosheid bedraagt 3,6 % van de beroepsbevolking (cijfers volkstelling 2001).
Het aantal inwoners daalde van ongeveer 152.900 in 1991 naar 152.849 in 2001.

## Plaatsen in district North Lincolnshire
- Scunthorpe (hoofdplaats)
- Barton-upon-Humber
- Brigg

## Civil parishesin district North Lincolnshire
Ashby cum Fenby, Aylesby, Barnoldby le Beck, Beelsby, Bradley, Brigsley, East Ravendale, Great Coates, Habrough, Hatcliffe, Hawerby cum Beesby, Healing, Humberston, Immingham, Irby, Laceby, New Waltham, Stallingborough, Waltham, West Ravendale, Wold Newton.
Bath and North East Somerset* · Bedfordshire · Berkshire · Blackburn & Darwen* · Blackpool* · Bournemouth* · Brighton & Hove* · Bristol* · Buckinghamshire · Cambridgeshire · Cheshire · Cornwall · Cumbria · Darlington* · Derby* · Derbyshire · Devon · Dorset · Durham · East Riding of Yorkshire* · East Sussex · Essex · Gloucestershire · Greater London · Greater Manchester · Halton* · Hampshire · Hartlepool* · Herefordshire* · Hertfordshire · Hull* · Isle of Wight* · Kent · Lancashire · Leicester* · Leicestershire · Lincolnshire · Luton* · Medway* · Merseyside · Middlesbrough* · Milton Keynes* · Norfolk · Northamptonshire · Northumberland · North East Lincolnshire* · North Lincolnshire * · North Somerset* · North Yorkshire · Nottingham* · Nottinghamshire · Oxfordshire · Peterborough* · Plymouth* · Poole* · Portsmouth* · Redcar & Cleveland* · Rutland* · Shropshire · Somerset · Southend-on-Sea* · Southampton* · South Gloucestershire* · South Yorkshire · Staffordshire · Stockton-on-Tees* · Stoke-on-Trent* · Suffolk · Surrey · Swindon* · Telford & Wrekin* · Thurrock* · Torbay* · Tyne & Wear · Warrington* · Warwickshire · West Midlands · West Sussex · West Yorkshire · Wiltshire · Worcestershire · York* 
Overig: Ceremoniële graafschappen · Traditionele graafschappen